# Phymatostetha melliflua
Phymatostetha melliflua är en insektsart som först beskrevs av Gustav Breddin 1899.  Phymatostetha melliflua ingår i släktet Phymatostetha och familjen spottstritar. Inga underarter finns listade i Catalogue of Life.